# Tisza Karola
Tisza Karola, Langer Karolina Terézia (Pécs, 1888. május 3. – Budapest, 1971. április 23.) táncosnő, színésznő.

## Életútja
Atyja Langer Viktor (Győző) karnagy volt, anyja Ujhegyi Berta. A Magyar Királyi Operaházba még gyermekkorában került a balettiskolába, 1898-tól 1905-ig a balettkar táncosa volt. Ezután felserdülve, Lindh Marcellánál tanult énekelni és Máder Rezső igazgató a Népszínház-Vígoperához szerződtette énekesnőnek. Csakhamar vidéki primadonna lett; majd más nagyobb városok ünnepelték: 1910-ben Nagyváradon, 1911-ben Pozsonyban, 1913-ban Miskolcon; 1914. november 13-án a Király Színházban a Vilmos huszárok operett női főszerepében tűnt fel, 1917-ig játszott az intézményben. 1920. szeptember 18-án a Városi Színház Hermelines nő c. operettjében Sophie Lavale-t alakította. 1916 és 1924 között a Népopera tagja volt. A Budapesti Színházban és a Télikertben (1918–1920) is szerepelt. Primadonna-szerepekben láthatta a közönség. 1922. december 19-én Budapesten, a Terézvárosban házasságot kötött a nála 12 évvel idősebb Markovits István Géza Sándor nyugalmazott századossal.

## Fontosabb szerepei
- Wanda (Nedbal: Lengyelvér)
- Marcsa (Szirmai A.: Mágnás Miska)
- Bessy (Jacobi V.: Leányvásár)